# Eric Adams (muzyk)
Eric Adams, właściwie Louis Marullo (ur. 12 lipca 1952 w Auburn) – amerykański muzyk i wokalista heavymetalowy.
W 1980 roku Marullo dołączył do nowo założonego zespołu Manowar i od tego czasu jest głównym wokalistą.